# Processo di Krasnodon
Il processo di Krasnodon venne celebrato dal 15 al 18 agosto 1943 nei confronti di un gruppo di cittadini sovietici accusati di collaborazionismo a favore degli occupanti tedeschi durante la seconda guerra mondiale. Fu il secondo processo in URSS tenuto contro le attività degli occupanti e dei loro complici.
Furono processati tre cittadini sovietici: Mikhail Kuleshov, investigatore della polizia locale durante il periodo di occupazione di Krasnodon, Vasily Gromov, informatore segreto, e il suo figliastro Gennady Pocheptsov. Tutti e tre furono condannati alla pena capitale per fucilazione.

## Contesto storico
Il 28 settembre 1942, i nazisti seppellirono vivi nel parco di Krasnodon 32 minatori perché si rifiutarono di lavorare per le autorità tedesche, considerandoli alla stregua dei partigiani. Questa fu l'occasione che fece nascere l'organizzazione giovanile clandestina "Guardia Giovane", formata da un centinaio di ragazzi e ragazze tra i 14 e i 25 anni, impegnata principalmente nella propaganda antifascista: i membri si adoperarono nella distribuzione dei volantini dove invitavano la popolazione a compiere atti di sabotaggio nei confronti degli occupanti e nella diffusione delle informazioni ricevute da Mosca tramite radio.
Tra le azioni compiute, la notte del 7 novembre appesero degli stendardi rossi in città e uccisero almeno 25 persone tra soldati e ufficiali tedeschi. Tra gli atti di sabotaggio compiuti ci furono l'impedimento del furto di 500 capi di bestiame e l'incendio di un granaio. La notte del 6 dicembre 1942 bruciarono la Borsa del Lavoro a Krasnodon, con questa azione interruppero il reclutamento nazista di persone da trasportare in Germania per lavoro. Nel gennaio del 1943, i nazisti iniziarono gli arresti, a cui seguirono le torture e le esecuzioni della "Guardia Giovane".
Quasi immediatamente dopo la liberazione di Krasnodon, fu formata una commissione che iniziò a registrare i massacri dei cittadini sovietici, identificando i luoghi di sepoltura delle vittime e i testimoni dei crimini. L'indagine continuò per circa cinque mesi e fu accertato che circa 70 persone dell'ufficio del comandante tedesco e della polizia ausiliaria presero parte alle torture e alle esecuzioni dei membri della Guardia Giovane. Il luogo scelto dai nazisti per seppellire i corpi fu la miniera n° 5, un pozzo di 58 metri dove furono rinvenuti 71 cadaveri: 49 appartenenti alla "Guardia Giovane" e 22 membri del partito clandestino.
Sulla base dei risultati dell'indagine, si scoprì anche che la denuncia fu scritta da Gennady Pocheptsov, su consiglio dell'informatore tedesco Vasily Gromov, suo patrigno. La testimonianza fu raccolta da Mikhail Kuleshov, che in seguito partecipò agli interrogatori usando la tortura.

## Processo
Il processo di Krasnodon si svolse dal 15 al 18 agosto 1943, con alcune udienze tenute a porte chiuse. I residenti di Krasnodon parteciparono alle udienze pubbliche chiedendo alla corte di emanare una sentenza severa. Il tribunale militare dell'NKVD della regione di Voroshilovgrad giudicò senza tutelare il diritto alla difesa degli imputati; il materiale del processo di Krasnodon non è stato pubblicato completamente.
In un'udienza pubblica, tenutasi il 18 agosto a Krasnodon, il tribunale militare dell'NKVD condannò alla pena capitale Mikhail Kuleshov, Vasily Gromov e Gennady Pocheptsov. La sentenza fu eseguita pubblicamente il 19 agosto 1943 davanti a una folla di cinquemila persone. Maria Gromova, la madre di Gennady Pocheptsov fu esiliata nella regione di Qostanay per 5 anni e le furono confiscati tutti i suoi beni.